# 9-甲基鸟嘌呤
9-甲基鸟嘌呤（9-MeG）是甲基鸟嘌呤的同分异构体之一，化学式为C6H7N5O。它可由N-甲基咪唑-4-酰胺-5-硫脲在氢氧化钠溶液（1 N）中与乙酸铜回流制得。它和三溴三羰基合铼(I)酸四乙铵在水中于50 °C反应，可以得到[Re(9-MeG-κN7)2(H2O)(CO)3]Br·H2O。它在乙酸中和溴反应，可以得到8-溴-9-甲基鸟嘌呤。